# أيون كالوغارو
أيون كالوغارو هو روائي روماني وكاتب قصة قصيرة وصحفي وناقد. وهو من الرموز البارزة في المشهد الروماني المعاصر طوال فترة ما بين الحربين العالميتين، فلوحظ أنه يجمع بين المنظور الخلاب للمجتمع اليهودي الروماني الريفي، الذي ينتمي إليه، مع العناصر التقليدية والطليعية. تضم بدايات أعماله، بما في ذلك رواية طفولة غير مربحة («طفولة لقيط»)، عناصر من الواقعية الاجتماعية والسريالية والتعبيرية على خط سردي تقليدي قائم على التراث الشفهي ومؤلفات الأدب الروماني الكلاسيكية. يُعتبر كالوغارو، الذي انتقل من كونتيمبورانول («المعاصر») المعتدلة إلى المنصة السريالية أونو («واحد») أيضًا أحد المساهمين الرئيسيين في انتغرال، وهو أحد منابر الأدب الطليعي بشكل عام.

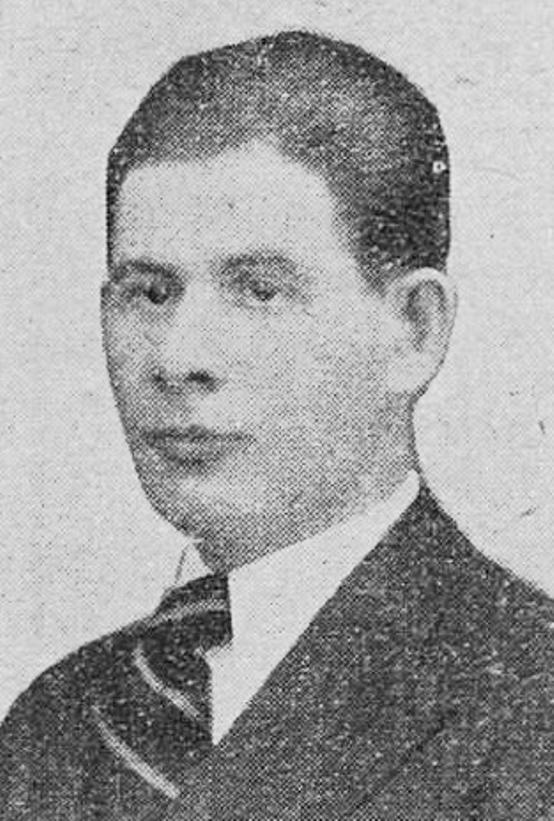
أيون كالوغارو

على الرغم من أنه معروف بأفكاره الاشتراكية وميوله اليسارية المتطرفة، لكنه كان حاضرًا بالقرب من الدوائر الفاشية وذلك من خلال عمله في صحيفة كوفنتول («الكلمة»)، وكان لديه موقف غامض تجاه صاحب العمل، المفكر اليميني المتطرف ناي يونيسكو.
قبل وقت قصير من تأسيس جمهورية رومانيا الاشتراكية، اعتنق كالوغارو الواقعية الاشتراكية وأصبح على علاقة رسمية بالحزب الشيوعي الروماني الحاكم. خلال هذه الفترة الأخيرة من حياته المهنية، كتب الرواية المثيرة للجدل اورتيل شي بينه («الفولاذ والخبز»)، وهي ملحمة التحول الصناعي، والتي يُنظر إليها على نطاق واسع باعتبارها واحدة من أكثر العينات تمثيلًا للأدب المسيّس الذي نُشر في رومانيا في خمسينيات القرن الماضي. على الرغم من انتمائه الرسمي إلى الماركسية اللينينية، فقد كان لديه شكوكه حول الحقائق السياسية الجديدة وعلق بتهكم على تناقضات النظام الذاتية. عبر عن هذه الآراء في يومياته الخاصة، والتي أصبحت موضوعًا للبحث والتدقيق العام بعد حوالي خمسين عامًا من وفاته.

## سيرة ذاتية

### نشأته وبداياته
كالوغارو من سكان دوروهوي شتيتل الأصليين، وأمضى سنواته الأولى في عزلة ثقافية نسبية بين سكان المجتمع اليهودي المحلي. وصف المؤرخ الأدبي أوفيد كروميلنيسيان هذه البيئة، التي شكلت فيما بعد المحور الرئيسي لعمله الأدبي، بأنها ليست في الواقع «بيئة غيتو يهودي»، ولكنها تميزت عن البيئات الأخرى لكونها يهودية ومولدافية. لاحظ الباحث بول سيرنيت أيضًا أن كالوغارو، مثل زميله السريالي المستقبلي بنيامين فوندان، قد أوضح القسم اليهودي من الطليعة الرومانية وعلاقاتها بالتقاليد الحاسيديمية المحلية.
بعد فترة وجيزة من الحرب العالمية الأولى، انتقل المؤلف الشاب إلى بوخارست مع صديقه الشاعر ساشا بانا. تمكن من الالتحاق بكلية ماتي باساراب الوطنية، لكنه عاش ضمن ظروف غير مستقرة، إذ لم تكن عائلته قادرة على إعالته. وفقًا لأقوال أصدقائه، فقد ظل فقيرًا بشكل ملحوظ حتى ثلاثينيات القرن الماضي.   
حضر بانتظام مع فوندان وبانا الحفلات الأدبية التي استضافها رجل الأعمال المثير للجدل ألكساندرو بوغدان بيتشتي. فأصبح ثلاثتهم على اضطلاع بالمجتمع الطليعي في بوخارست. استضافت دائرتهم الأدبية غير الرسمية ف. برونيا فوكس وهنري جاد وأرماند باسكال وكلود سيرنيت كوزما وإيلاري فورونكا، بالإضافة إلى الفنانين إيوسف روس ونيكولاي تونيتزا والشاعرة كلوديا ميليان. 
تلقى ب. كرويتورو أوائل التشجيع من الناقد أيوجين لوفينيسكو، الذي نشر نصوصه في مجلة سبوراتورول. إذ كان لوفينيسكو مدرسًا في ماتي باساراب، وقرر تعيين طالبه محررًا ومراجعًا للنصوص. يُنسب إليه الفضل في صياغته وتعيين الاسم المستعار لكرويتورو، أيون كالوغارو (من كالوغارو călugărul بالرومانية التي تعني «الراهب»).
نشر كالوغارو خلال فترة عمله في سبوراتورول بعض أجزاء سيرته الذاتية الأولى، والتي دُمجت لاحقًا في بعض رواياته. ركز الكاتب الطموح في عمله على قطع نثرية مستوحاة إلى حد كبير من الفلكلور الروماني وروايات المغامرات في القرن التاسع عشر، ونشر، تحت الاسم المستعار موش أيون بوبيسكو («العجوز أيون بوبيسكو»)، قصصًا قصيرة مع أبطال هايدوك. يشير سيرنيت، الذي يرى أن هذه الكتابات قد استعارت الكثيرة من روايات الخيال التي كتبها ن. د. بوبيسكو بوبنيدا، إلى أن كالوغارو قد جرب الكتابة في هذا المجال لأنه كان بحاجة للمال فقط. 
بحلول يناير 1923، كان كالوغارو يعمل مع فوندان في شركة فوندان المسرحية، إنسولا. أعطيت نصوصه قراءات عامة، لكن تفككت الشركة قبل أن يتمكن كالوغارو من إلقاء مؤتمره المخطط له (حول حياة وعمل الشاعر الروماني التقليدي جيورجي كوشبوك). كانت أول افتتاحية فعلية له لاحقًا ذلك العام، عندما نشر كتاب خيول شيبيتشوب، وهو مجلد من القصص القصيرة.

## الإرث
لم يحظ عمل أيون كالوغارو الواقعي الاشتراكي، مثل كتابات معاصريه الأخرى، بالقبول في السبعينيات والثمانينيات: تخلت القيادة الشيوعية القومية لنيكولاي تشاوتشيسكو تمامًا عن التعبيرات السابقة للأدب الاشتراكي، وأزالت معظمها من المناهج الوطنية. أعيد تقييم كتب كالوغارو في الخمسينيات بشكل نقدي خاصة بعد الثورة الرومانية عام 1989، والتي جاءت مع نهاية الفترة الشيوعية في رومانيا. بحسب كتاب «قاموس الكتاب الرومانيين» لعام 1995 الذي حرره ميرشا زاشو، ماريان باباجي وأوريل ساسو: «عندما انخرط أيون كالوغارو بمشاريع مربحة لفترة قصيرة وفاشلة على المدى البعيد، كان هذا ضد طبيعة الفن وضد طبيعته الشخصية: الانتقال فجأة من أدب الشبقية إلى أدب البطولية، فلم يُنصح به لمشروع من هذا النوع استنادًا إلى مزاجه الأصلي، خبرته الحياتية المجمعة ووسائله الفنية.
إلى جانب الآثار الأخرى لثقافة الطبقة العامة، تعد رواية الفولاذ والخبز مثيرة للاهتمام في الوقت الحالي على الأكثر، بصفتها موضوعًا في الدراسة العرضية لعلم اجتماع مفترض للأدب. «أشار لاكوستا أيضًا: بعد أربعة عقود ونصف، من الممكن أن الفولاذ والخبز لا يُمكن قراءتها إلا باعتبارها وثيقة أدبية عن عصرها». وعلى النقيض من ذلك، دافع البعض عن كتابات كالوغارو في فترة ما بين الحربين معتبرين إياه كتبًا موهوبًا. هذه هي حالة سيمو، الذي اعتبر أن كالوغارو، مثل معاصريه من الكتاب اليهود، يوري بينادور وإي. بيريتست، واحدًا من التفاصيل «الشيقة» التي تستحق التاريخ الأدبي الصادق. اشتكى هنري زاليس، الذي تولى مشروع لإعادة تدقيق كتابات كالوغارو المبكرة كجزء من مشروع أكبر يتضمن مساهمات الكتاب اليهود ما بين الحربين العالميتين، اشتكى في عام 2004 من وجود خطر حقيقي يتمثل في نسيان العامة لكتاب من كالوغارو إلى فيليكس أديركا وسيرجيو دان وألكساندرو جار، الذين «سُحقوا» من قبل المؤرخين الأدبيين وتدهورت أعمالهم بسبب «النحنحة المعادية للسامية».